# Anyphaenoides irusa
Anyphaenoides irusa là một loài nhện trong họ Anyphaenidae.
Loài này thuộc chi Anyphaenoides. Anyphaenoides irusa được Antonio D. Brescovit miêu tả năm 1992.